# 五音
五音（ごいん）とは、伝統的な音韻学において声母（頭子音）のこと、またはその分類を示す。声母の発音を調音部位・調音方法によって分類したもので、唇音・舌音・歯音・牙音・喉音がある。また半舌音と半歯音を分けて七音とも称する。五音は朝鮮や日本においても頭子音の分類に利用された。

## 概要
本来「五音」という言葉は音楽用語で、階名の「宮（きゅう）・商（しょう）・角（かく）・徴（ち）・羽（う）」のことをいった。
おそらくインド音韻学の影響によって音節頭子音の分類が知られるようになると、これを音楽の五音と結びつけて考えるようになった。通常は「宮=唇音、商=歯音、角=牙音、徴=舌音、羽=喉音」とし、これに「半徴(l)・半商(r)」を加える。ただし『通志』七音略では宮と羽が逆になっている。
現代から見ると、五音の分類には調音位置によるものと調音方法によるものが混じっているが、これはインドの子音分類が阻害音・鼻音とそれ以外を別に扱っていることに起因する。
伝統的な三十六字母のそれぞれは五音のいずれかに属し、清濁によって区別される。
なお、古い時代には「五音」が四声のことを指すことがあった。

## 音声との対応
現代の音声学の術語と以下のように対応すると考えられる。字母の詳細な音価は三十六字母を参照。
| 五音   | 五音   | 三十六字母                          | 調音部位           | 調音方法       |
| ------ | ------ | ----------------------------------- | ------------------ | -------------- |
| 唇音   | 重唇音 | 幇[p]・滂[pʰ]・並[b]・明[m]         | 両唇               | 破裂音・鼻音   |
| 唇音   | 軽唇音 | 非[f]・敷[fʰ]・奉[v]・微[ɱ]         | 唇歯音             | 摩擦音         |
| 舌音   | 舌頭音 | 端[t]・透[tʰ]・定[d]・泥[n]         | 歯茎               | 破裂音・鼻音   |
| 舌音   | 舌上音 | 知[ȶ]・徹[ȶʰ]・澄[ȡ]・娘[ȵ]         | 歯茎硬口蓋         | 破裂音・鼻音   |
| 半舌音 | 半舌音 | 来[l]                               | 歯茎               | 側面接近音     |
| 歯音   | 歯頭音 | 精[ts]・清[tsʰ]・従[dz]心[s]・邪[z] | 歯茎               | 摩擦音・破擦音 |
| 歯音   | 正歯音 | 照[ʨ]・穿[ʨʰ]・牀[ʥ]審[ɕ]・禅[ʑ]    | 歯茎硬口蓋・硬口蓋 | 摩擦音・破擦音 |
| 半歯音 | 半歯音 | 日[ȵʑ]                              | 歯茎硬口蓋         | 鼻音+摩擦音    |
| 牙音   | 牙音   | 見[k]・渓[kʰ]・群[g]・疑[ŋ]         | 軟口蓋             | 破裂音・鼻音   |
| 喉音   | 喉音   | 暁[x]・匣[ɣ]                        | 軟口蓋             | 摩擦音・破擦音 |
| 喉音   | 喉音   | 影[ʔ]・喩[j]                        | ゼロ声母           | -              |

## 仮名における五音
五音は五十音図と関係があり、平安時代の成立当時、五十音図は五音図と呼ばれた。アカヤ行は喉音、サタナラ行は舌音、ハマワ行は唇音とされた。江戸時代、歌舞伎十八番の外郎売には「アワヤ喉、サタラナ舌に、カ牙サ歯音、ハマの二つは唇の軽重、開合さわやかに、アカサタナハマヤラワ、オコソトノホモヨロヲ…」とあり、アワヤ行が喉音、サタラナ行が舌音、カ行が牙音、サ行が歯音、ハマ行が唇音（ハ行は軽唇音、マ行が重唇音）とされている。なおハ行が唇音とされたのは江戸時代まで現在のファ行にあたる音で発音されていたからである。

## ハングルにおける五音
五音は朝鮮語を表記するためのハングル字母の分類にも利用されている。訓民正音初声体系（『訓民正音』（1446年）と『東国正韻』（1448年）で扱われている23字母の頭子音としての音韻体系）では以下のようである。参考までに、その体系にはないが、唇軽音（カッコで示す）と、歯頭音・正歯音（通常の歯音の字母の下にカッコで示す）の字母も併せ掲げておいた。中国語の声母とは微妙に異なっている。また朝鮮語には清濁の別（有声音と無声音の対立構造）がなく、また別にテンスとラックスによる対立構造があることにより、「全濁」は濁音ではなく硬音（声帯緊張を伴う音）を表している。国際音声字母IPAで示す音は訓民正音創製当時の推定音であり、現在の音とは若干異なっている。また硬音を示すための記号はIPAにないため、便宜的に「'」を用いている。
初声体系の字母は初声のみならず終声でも用いられ、訓民正音ではこれを示す「終声復用初声」という規定がある。IPAの表示は上段が初声の発音を、下段が終声の発音を示すが、終声の発音では、当時の朝鮮語（中期朝鮮語）として表記された例はないが、もし現代のように形態音素論的な表記をすれば終声表記としてその字母が採用されると考えられる場合や、中国語音表記に用いられるなど、参考になるような音価があればカッコで示し、それもない場合には「-」で示す。訓民正音では、終声が不清不濁であれば平上去声を表し、終声が全清・次清・全濁であれば入声を表すとしていた。一方、訓民正音創製当時の中期朝鮮語では、終声として独自の音価を有していたのはㄱ, ㄴ, ㄷ, ㄹ, ㅁ, ㅂ, ㅅ, ㆁの8種類のみであり、訓民正音では終声としてこれらの字母のみを用いても足りるとして「八終声可足用」としており、1933年の朝鮮語綴字法統一案以前は終声としてこれらの字母のみを用いた資料が多く、これら以外の字母を終声に用いた資料は少なかった。
| 調音部位   | 五音   | 全清                     | 次清                      | 全濁                    | 不清不濁            |
| 両唇       | 唇音   | ㅂ 彆 [p] [p̚]            | ㅍ 漂 [pʰ] [p̚]            | ㅃ 步 [p'] -            | ㅁ 彌 [m]           |
| 両唇・唇歯 | 唇軽音 | （ㅸ） [β] （[p̚]・[u]）  | （ㆄ） [ɸʰ] -             | （ㅹ） [ɸ']・[β'] -     | （ㅱ） [ɱ]・[ʋ] [u] |
| 歯茎       | 舌音   | ㄷ 斗 [t] [t̚]            | ㅌ 呑 [tʰ] [t̚]            | ㄸ 覃 [t'] -            | ㄴ 那 [n]           |
| 歯茎       | 半舌音 |                          |                           |                         | ㄹ 閭 [ɾ] [l]       |
| 歯茎       | 歯音   | ㅈ 卽 （ᅎ・ᅐ） [ʦ] [s] | ㅊ 侵 （ᅔ・ᅕ） [ʦʰ] [s] | ㅉ 慈 （ᅏ・ᅑ） [ʦ'] - |                     |
| 歯茎       | 歯音   | ㅅ 戌 （ᄼ・ᄾ） [s]     |                           | ㅆ 邪 （ᄽ・ᄿ） [s'] - |                     |
| 歯茎       | 半歯音 |                          |                           |                         | ㅿ 穰 [z] [s]       |
| 軟口蓋     | 牙音   | ㄱ 君 [k] [k̚]            | ㅋ 快 [kʰ] [k̚]            | ㄲ 虯 [k'] -            | ㆁ 業 [ŋ]           |
| 声門       | 喉音   | ㆆ 挹 [ʔ] （[ʔ]・ø）     | ㅎ 虛 [h] （ø）           | ㆅ 洪 [h'] -            | ㅇ 欲 ø, [ɦ] ø      |
|            | 終声   | 入声                     | 入声                      | 入声                    | 平上去声            |